# Drei-Burgen-Klinik

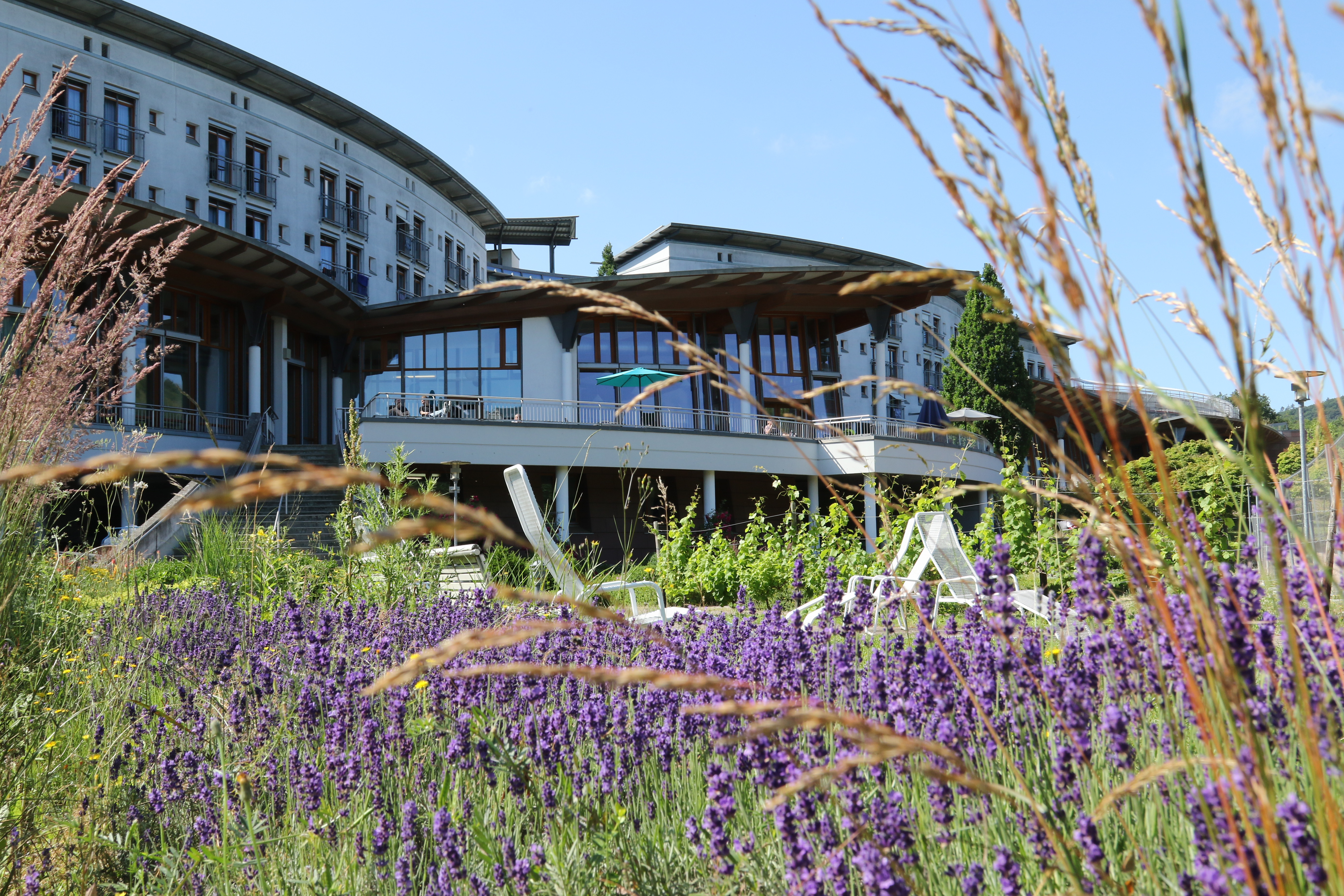
Drei-Burgen-Klinik in Bad Münster am Stein-Ebernburg

Die Drei-Burgen-Klinik ist eine Fachklinik für kardiologische und orthopädische Rehabilitation im Bad Kreuznacher Stadtteil Bad Münster am Stein-Ebernburg. Gemeinsam mit der Edelsteinklinik, der Mittelrhein-Klinik und der Fachklinik Eußerthal bildet die Drei-Burgen-Klinik den Verbund an Rehabilitationskliniken der Deutschen Rentenversicherung Rheinland-Pfalz. Eröffnet wurde die Klinik am heutigen Standort im November 1999.

## Geschichte

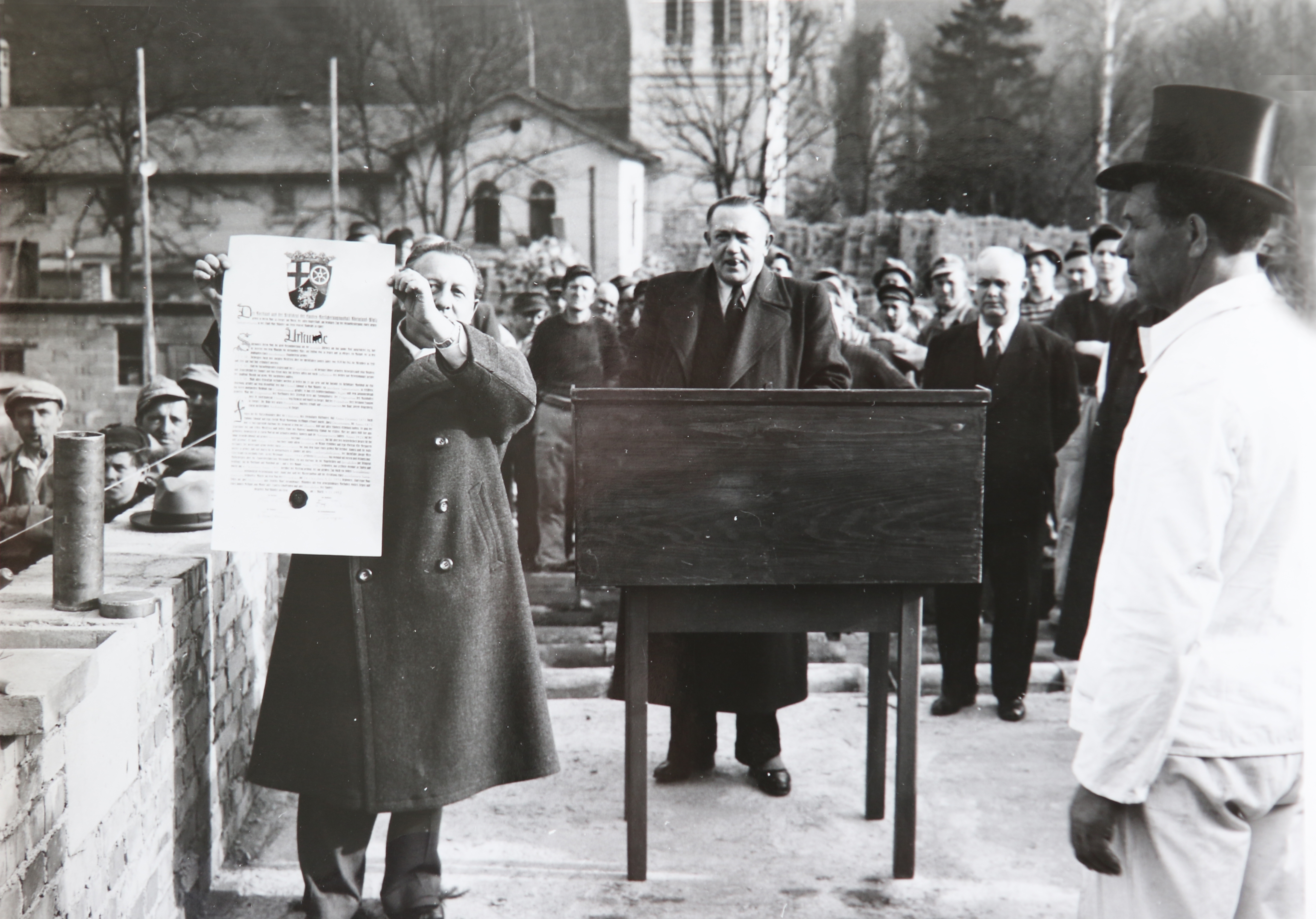
Grundsteinlegung für den Neubau der Fachklinik in Bad Münster am Stein-Ebernburg. Architekt Pauljosef Gilgenberg (links) und LVA-Präsident Hermann Langlotz (vor dem Rednerpult).

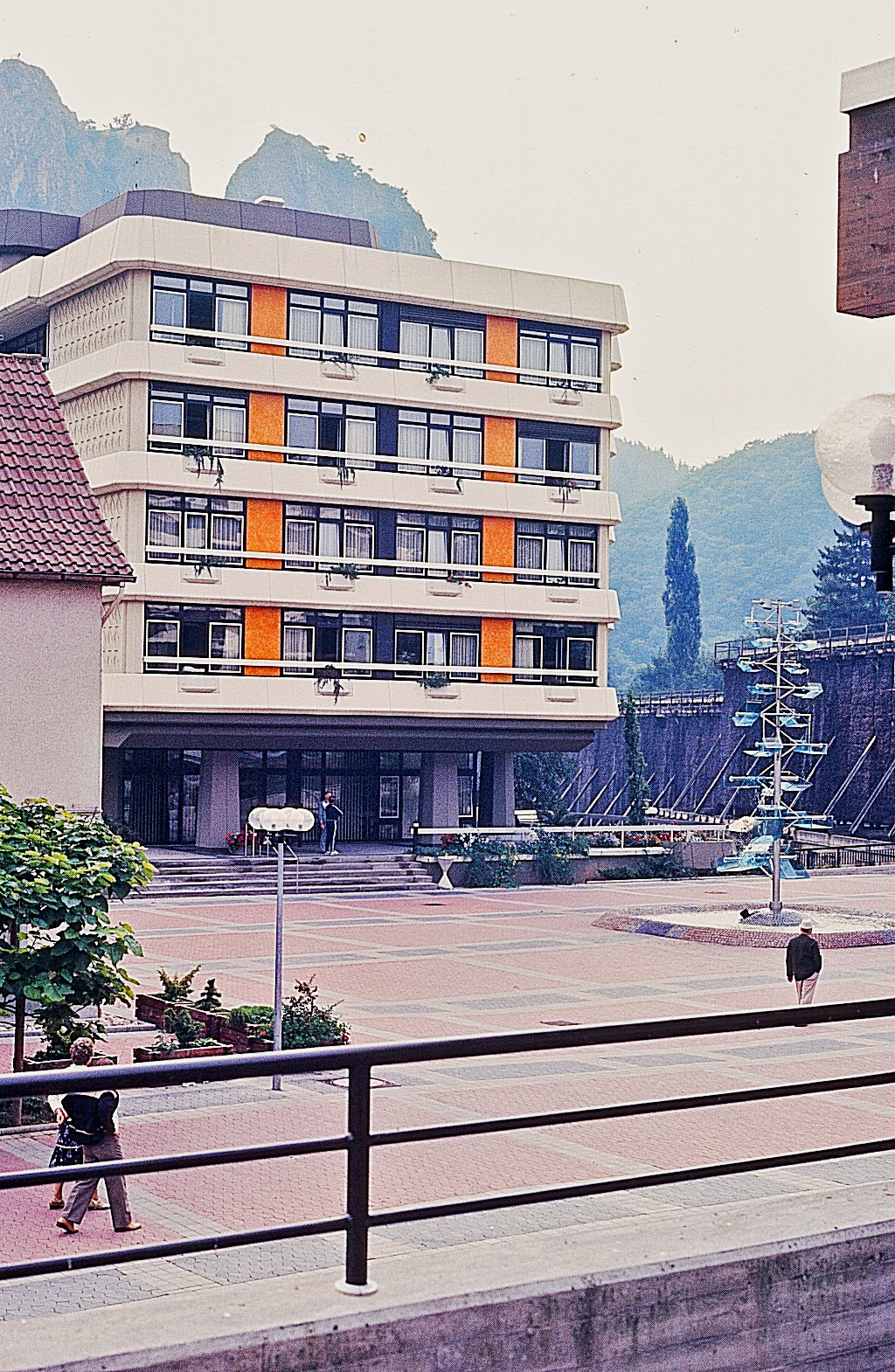
Der 1979 entstandene Erweiterungsbau in Bad Münster am Stein-Ebernburg

In den Nachkriegsjahren nahmen Herz-Kreislauf-Erkrankungen zu. Die   Landesversicherungsanstalt Rheinland-Pfalz (LVA) verfügte nicht über genügend eigene Rehabilitationskliniken, um diesen Bedarf zu decken. Private Einrichtungen standen nur vereinzelt zur Verfügung. Auf Vorschlag von LVA-Präsident Hermann Langlotz entschied der Vorstand, das Kurhotel Schmuck im Ortszentrum von Bad Münster am Stein zu erwerben. Nach Abschluss des Kaufvertrages am 24. Oktober 1951 begann der Umbau zu einer Klinik. Dies markierte auch den Start des Neu- und Umbau-Programms der LVA in den Kliniken und an den Verwaltungsstandorten. 1979 kam ein Erweiterungsbau hinzu.
In den folgenden Jahren wurde immer deutlicher, dass die bauliche und räumliche Situation der Klinik nicht mehr den Anforderungen entsprach. „Wirtschaftlichkeitsaspekte sprachen für ein neues Haus und nicht für die Sanierung des alten Gebäudes.“ Zudem wuchs das Leistungsspektrum der Klinik mit der Orthopädie als weitere Indikation. Deshalb beschloss 1992 der Vorstand der LVA, einen Neubau außerhalb des Ortszentrums zu errichten und verkaufte das bisherige Gebäude im Februar 2000 an einen privaten Klinikträger, der es in der Folge weiter veräußerte.
Auf einem Grundstück an einem Berghang entstand der Neubau der heutigen Drei-Burgen-Klinik, der nach drei Jahren Bauzeit im November 1999 bezogen wurde. Im Dezember 2016 begannen die Arbeiten für einen Erweiterungsbau, der am 6. Dezember 2019 eingeweiht und seiner Bestimmung übergeben wurde.

## Name
Der Namen der Drei-Burgen-Klinik bezieht sich auf die umgebenden Burgen Ebernburg, Rheingrafenstein und Altenbaumburg.

## Behandlungsangebot
Schwerpunkte der Drei-Burgen-Klinik liegen in der Rehabilitation bei Herz- und Kreislauf und orthopädischen Erkrankungen. Sie führt auch Anschlussrehabilitationen durch, die unmittelbar nach einer Krankenhausbehandlung oder einer ambulanten Operation erforderlich sind; meist nach Bypass- oder Klappenoperationen oder in der Orthopädie nach Operationen an der Wirbelsäule oder auch Gelenkersatz. Das Therapieangebot umfasst auch ein Programm für Patienten mit Metabolischem Syndrom, interdisziplinäre Schmerztherapie in der orthopädischen Rehabilitation (ISOR) bei chronischem Rückenleiden und die Medizinisch-beruflich orientierte Rehabilitation (MBOR). Hier werden berufstypische Arbeitsabläufe simuliert und ergonomische Bewegungsmuster eingeübt. Zudem gehören verschiedene Nachsorge- und Präventionsleistungen zum Leistungsspektrum der Klinik.